# Buena Park (California)
Buena Park es una ciudad del Condado de Orange, California, Estados Unidos. Según el censo de 2000 tenía una población de 78.282, y en 2005 ya contaba con 79.174 habitantes.
| Parámetros climáticos promedio de Buena Park, California | Parámetros climáticos promedio de Buena Park, California | Parámetros climáticos promedio de Buena Park, California | Parámetros climáticos promedio de Buena Park, California | Parámetros climáticos promedio de Buena Park, California | Parámetros climáticos promedio de Buena Park, California | Parámetros climáticos promedio de Buena Park, California | Parámetros climáticos promedio de Buena Park, California | Parámetros climáticos promedio de Buena Park, California | Parámetros climáticos promedio de Buena Park, California | Parámetros climáticos promedio de Buena Park, California | Parámetros climáticos promedio de Buena Park, California | Parámetros climáticos promedio de Buena Park, California | Parámetros climáticos promedio de Buena Park, California |
| Mes                                                      | Ene.                                                     | Feb.                                                     | Mar.                                                     | Abr.                                                     | May.                                                     | Jun.                                                     | Jul.                                                     | Ago.                                                     | Sep.                                                     | Oct.                                                     | Nov.                                                     | Dic.                                                     | Anual                                                    |
| -------------------------------------------------------- | -------------------------------------------------------- | -------------------------------------------------------- | -------------------------------------------------------- | -------------------------------------------------------- | -------------------------------------------------------- | -------------------------------------------------------- | -------------------------------------------------------- | -------------------------------------------------------- | -------------------------------------------------------- | -------------------------------------------------------- | -------------------------------------------------------- | -------------------------------------------------------- | -------------------------------------------------------- |
| Temp. máx. media (°C)                                    | 22.8                                                     | 23.3                                                     | 24.4                                                     | 26.7                                                     | 28.9                                                     | 31.1                                                     | 33.3                                                     | 34.4                                                     | 33.9                                                     | 30.6                                                     | 25.6                                                     | 23.3                                                     | 28.9                                                     |
| Temp. mín. media (°C)                                    | 11.7                                                     | 12.2                                                     | 13.3                                                     | 14.4                                                     | 16.7                                                     | 18.9                                                     | 20                                                       | 22.2                                                     | 21.7                                                     | 16.7                                                     | 12.8                                                     | 11.1                                                     | 17.2                                                     |
| Precipitación total (mm)                                 | 86.1                                                     | 79.5                                                     | 71.1                                                     | 17                                                       | 8.6                                                      | 3                                                        | 1                                                        | 3                                                        | 8.9                                                      | 11.4                                                     | 32.5                                                     | 47.5                                                     | 370.8                                                    |
| Fuente: U.S. Climate Data                                |                                                          |                                                          |                                                          |                                                          |                                                          |                                                          |                                                          |                                                          |                                                          |                                                          |                                                          |                                                          |                                                          |

## Demografía
| 78,082                     | 78,437 | 78,882 | 79,223 | 79,211 | 79,174 |
| (Fuente: [cita requerida]) |        |        |        |        |        |